# Kamień runiczny ze Snoldelev

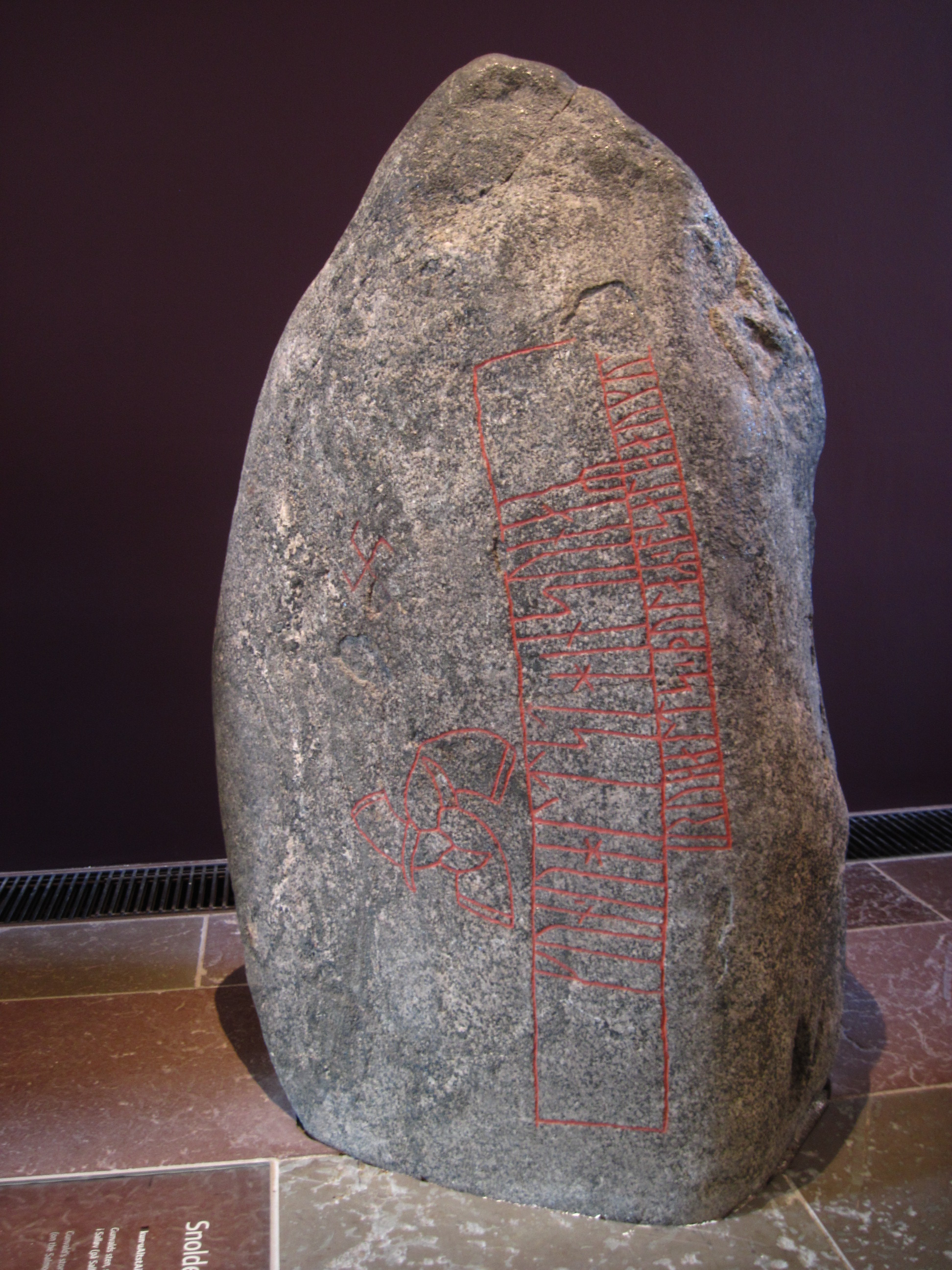
Kamień runiczny ze Snoldelev

Kamień runiczny ze Snoldelev (DR 248) – datowany na VIII wiek kamień runiczny. Pochodzi ze Snoldelev na Zelandii, obecnie znajduje się w zbiorach muzeum narodowego w Kopenhadze.
Granitowy głaz ma 124 cm wysokości i szerokość 74 cm. Został odkryty w 1775 roku, w 1811 roku zabrano go do Kopenhagi. W 1986 roku w trakcie prac archeologicznych na miejscu jego pierwotnej lokalizacji odkryty został grób z okresu wikińskiego. Napis został wyryty w dwóch rzędach i umieszczony w ramce. Czytany jest od dołu do góry, od lewej do prawej. Obok niego umieszczono symbole swastyki oraz trykwetru utworzonego z połączenia trzech rogów do picia. Widoczny jest także pochodzący ze znacznie wcześniejszego okresu krzyż słoneczny, wyryty na kamieniu prawdopodobnie w epoce brązu. Treść inskrypcji głosi:
kun'uAlts| |stAin ' sunaR ' ruHalts ' þulaR ' o salHauku(m)
co znaczy:
Gunnwalda kamień, syna Roalda, tula z Salhaug.
Pojawiające się w tekście słowo tul oznacza zawodowego recytatora, barda. Z powodu nieprecyzyjności frazy nie wiadomo, czy tulem był Gunnwald, czy Roald.